# Доктрина Синатра
Доктрината „Синатра“ е термин, с който се нарича новият външнополитически курс, обявен от Съветския съюз през есента на 1989 г., и характеризиращ отказа на СССР да запази на всяка цена влиянието си над страните от социалистическия блок.
Названието на доктрината, доста популярно в САЩ, произлиза от изказването на представителя на съветското външно министерство Генадий Герасимов по популярното американско телевизионно предаване Добро утро, Америка! от 25 октомври 1989 г. Герасимов коментира думите от речта на Едуард Шеварднадзе, в която външният министър на СССР обявява намерението на Съветския съюз за ненамеса във вътрешните работи на други страни, в това число и държавите от Варшавския договор. В своя коментар Герасимов на шега нарича новата външнополитическа доктрина на СССР Доктрина „Франк Синатра“, имайки предвид знаменитата песен на Синатра „Направих го по моя начин“ (на английски: I Did It My Way), – и така другите страни оттук нататък ще живеят по свой начин. Декларацията на Шеварднадзе и коментарът на Герасимов прозвучават в началото на процеса на падането на комунистическите режими в Източна Европа, и стават свидетелство пред целия свят за отказа на СССР от влияние над тези страни.